# Smartdust
Lo Smartdust (in inglese polvere intelligente) è un ipotetico network costituito da microscopici sistemi elettromeccanici (MEMS) messi in comunicazione mediante un sistema wireless capaci di rilevare (per esempio) luce, temperatura oppure vibrazioni.

## Progetto e ingegnerizzazione
Il concetto di smartdust fu introdotto nel 2001 da Kristofer S. J. Pister, dell'Università della California - Berkeley, anche se idee simili erano state partorite ben prima nell'ambito della fantascienza, e un embrione del progetto, noto con il nome di Smart Matter, era stato formulato allo Xerox Palo Alto Research Center.
Le unità costituenti il network sono ipotizzate della dimensione di un granello di sabbia, oppure di una particella di polvere (da cui il nome del sistema).
Una ricerca del 2005 ha portato alla ipotesi di possibili tecniche sul come introdurre il concetto di rete stardust nei sistemi sensoristici attuali, spingendone la dimensione così nel campo delle grandezze micrometriche.
Lo  sviluppo di radio di dimensioni nanometriche potrà probabilmente essere utilizzato come primo impulso verso lo sviluppo della tecnologia smartdust allo stato pratico.

## Applicazioni
Si sono ipotizzate svariate applicazioni per questo tipo di tecnologia: un possibile scenario di impiego è immaginabile come costituito da un centinaio di questi sensori posizionati intorno ad un edificio o ad un ospedale per monitorare temperatura o umidità, seguire i movimenti dei pazienti. Un'ulteriore ipotesi è che possa essere utilizzata come fonte di informazioni per soccorsi nei casi di disastri naturali come per esempio nei terremoti, oppure come sensoristica anti incendio.
Nel campo militare, la smartdust potrebbe essere usata come sensore remoto per tracciare il movimento di unità nemiche o come rilevatore di gas velenosi o radioattività.
Alcuni racconti di fantascienza come Preda di Michael Crichton, hanno portato alla luce una serie di preoccupazioni su come la privacy potrebbe essere facilmente violata mediante l'impiego di questa tecnologia.

## Alimentazione
L'alimentazione di tali dispositivi necessita di nuove soluzioni nel campo della generazione o immagazzinamento dell'energia elettrica: batterie derivate dal mondo degli organismi viventi, motori a microcombustione e molte altre ancora, lontane dal sistema tradizionale in uso nella elettronica di consumo.
Le unità smartdust potrebbero essere basate su un sistema di nanoelettronica sub-voltage o deep-sub voltage e includerebbero micro generatori di corrente costruiti con supercondensatori allo stato solido (supercondensatori nanoionici).
Altre soluzioni ipotizzate sono basate sull'utilizzo della molecola di ATP (Adenosin-Tri-Fosfato), la fonte di energia comunemente utilizzata nei muscoli degli organismi viventi.

## Teorie complottistiche
Il concetto di smart dust è stato utilizzato da alcune teorie del complotto, in particolare quella sulle scie chimiche come esempio di ricerca in materia.
Importante e' documentarsi sulle leggi che sono state  fatte in materia [8], ed interessante leggere le interrogazioni parlamentari fatte [9].